# Matta
Matta (hebr. מטע; oficjalna pisownia w ang. Mata) – moszaw położony w Samorządzie Regionu Matte  Jehuda, w Dystrykcie Jerozolimy, w Izraelu.

## Położenie
Moszaw jest położony wśród zalesionych wzgórz Judei.

## Historia
Pierwotnie w tej okolicy znajdowała się arabska wioska al-Tannur. Podczas I wojny izraelsko-arabskiej w drugiej połowie maja 1948 wioskę zajęły egipskie oddziały. Podczas operacji Ha-Har w dniu 21 października 1948 wioskę zajęli Izraelczycy. Mieszkańcy zostali wysiedleni, a większość domów wyburzono.
Współczesny moszaw został założony w 1950.

## Gospodarka
Gospodarka moszawu opiera się na rolnictwie, sadownictwie i hodowli drobiu.